# Мещеряков, Василий Александрович
Василий Александрович Мещеряков — советский хозяйственный и политический деятель.

## Биография
Родился в 1909 году в селе Екатериновка. Член КПСС с 1940 года.
Окончил Куйбышевский педагогический институт, курсы ВПШ при ЦК КПСС.
В 1928—1941 гг. — журналист в Куйбышевской области.
Участник Великой Отечественной войны: командир 2-й артбатареи артдивизиона 76 мм пушек 12-й Краснознамённой бригады морской пехоты Северного оборонительного района Северного флота
В 1955—1970 гг. — главный редактор газеты «Советская Литва».
Избирался депутатом Верховного Совета Литовской ССР 5-7-го созывов.
Умер в 1980 году в Вильнюсе.

## Награды
- Орден Отечественной войны II степени (1944)
- Орден Красной Звезды (1943)
- Орден Знак Почёта (04.05.1962, 01.10.1965)
- Медаль «За отвагу» (1943)